# Masthermannia mammillaris
Masthermannia mammillaris är en kvalsterart som först beskrevs av Berlese 1904.  Masthermannia mammillaris ingår i släktet Masthermannia och familjen Nanhermanniidae. Inga underarter finns listade i Catalogue of Life.